# Ukraine aux Jeux olympiques d'hiver de 2010
Cet article contient des informations sur la participation et les résultats de l'Ukraine aux Jeux olympiques d'hiver de 2010 à Vancouver au Canada. L'Ukraine était représentée par 47 athlètes.

## Cérémonies d'ouverture et de clôture

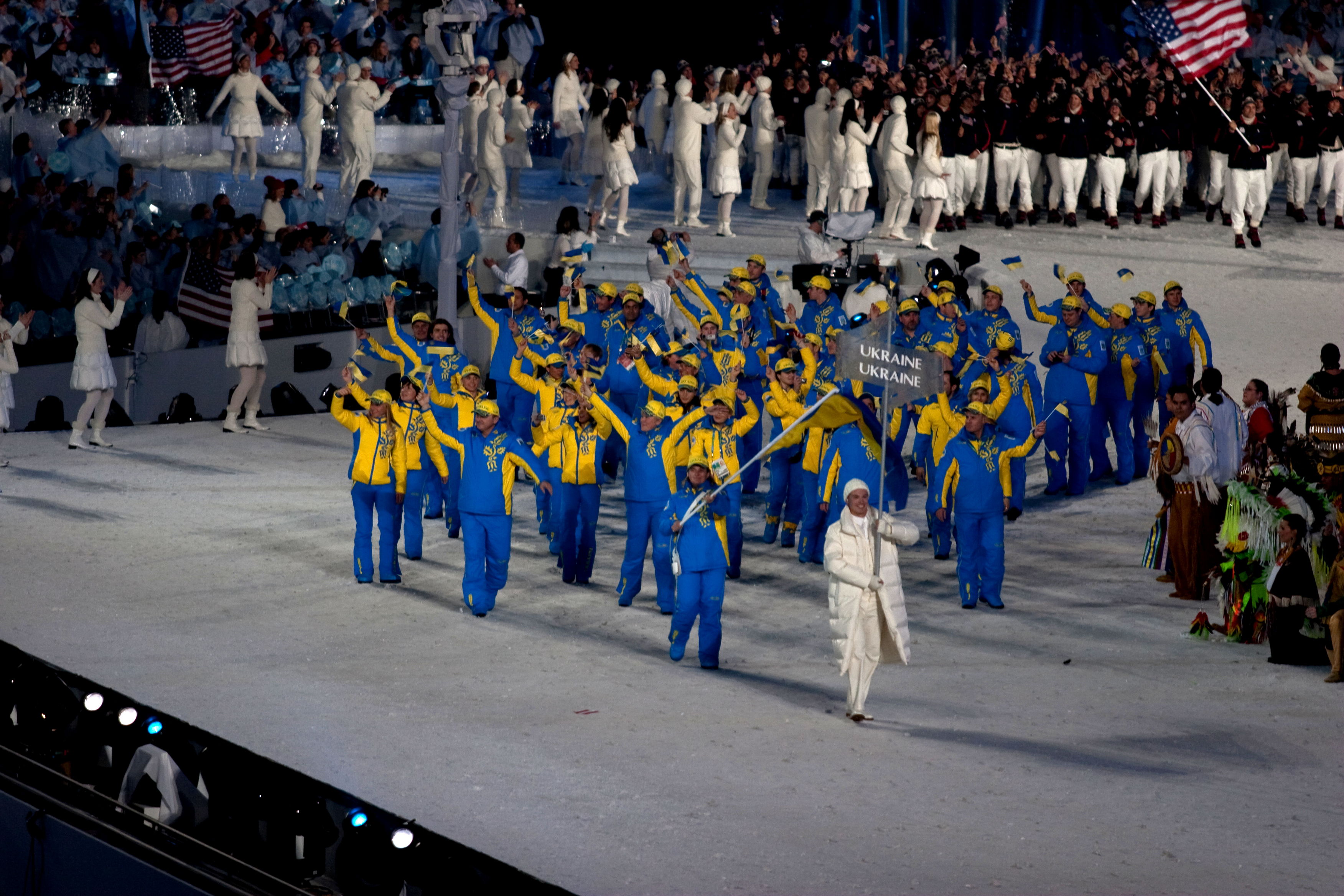
Entrée de la délégation ukrainienne lors de la cérémonie d'ouverture.

Comme cela est de coutume, la Grèce, berceau des Jeux olympiques, ouvre le défilé des nations, tandis que le Canada, en tant que pays organisateur, ferme la marche. Les autres pays défilent par ordre alphabétique. L'Ukraine est la 79e des 82 délégations à entrer dans le BC Place Stadium de Vancouver au cours du défilé des nations durant la cérémonie d'ouverture, après la Turquie et avant les États-Unis. Cette cérémonie est dédiée au lugeur géorgien Nodar Kumaritashvili, mort la veille après une sortie de piste durant un entraînement. Le porte-drapeau du pays est la lugeuse Lilia Ludan.
Lors de la cérémonie de clôture qui se déroule également au BC Place Stadium, les porte-drapeaux des différentes délégations entrent ensemble dans le stade olympique et forment un cercle autour du chaudron abritant la flamme olympique. Le drapeau ukrainien est alors porté par Valentina Shevchenko, spécialiste du ski de fond.

## Épreuves

### Biathlon
Hommes
- Olexander Bilanenko
- Vyacheslav Derkach
- Andriy Deryzemlya
- Serguei Sednev
- Serhiy Semenov

Femmes
- Oksana Khvostenko
- Olena Pidhrushna
- Lyudmyla Pysarenko
- Valj Semerenko
- Vita Semerenko
- Lilia Vaygina-Efremova

### Combiné nordique
Hommes
- Volodymyr Trachuk

### Luge
Hommes
- Yuriy Hayduk
- Andriy Kis
- Taras Senkiv
- Roman Zakharkiv

Femmes
- Lilia Ludan
- Natalia Yakushenko

### Patinage artistique
Hommes
- Anton Kovalevski
- Stanislav Morozov
- Roman Talan
- Sergei Verbillo

Femmes
- Ekaterina Kostenko
- Tatiana Volosozhar
- Anna Zadorozhniuk

### Saut à ski
Hommes
- Volodymyr Boshchuk
- Oleksandr Lazarovych
- Vitaliy Shumbarets

### Ski acrobatique
Hommes
- Enver Ablaev
- Oleksandr Abramenko
- Stanislav Kravchuk

Femmes
- Nadiya Didenko
- Olga Polyuk
- Olga Volkova

### Ski alpin
Hommes
- Rostyslav Feshchuk

Femmes
- Bogdana Matsotska
- Anastasiya Skryabina

### Ski de fond
Hommes
- Roman Leybyuk
- Olexandr Putsko

Femmes
- Maryna Antsybor
- Kateryna Grygorenko
- Vita Jakimchuk
- Lada Nesterenko
- Valentina Shevchenko
- Tatjana Zavalij

### Snowboard
Hommes
- Yosyf Penyak

Femmes
- Annamari Chundak

## Diffusion des Jeux en Ukraine
Les Ukrainiens peuvent suivre les épreuves olympiques sur la NTU, ainsi que sur le câble et le satellite sur Eurosport. Eurosport et Eurovision permettent d'assurer la couverture médiatique ukrainienne sur Internet.